# Голдфилд (Ајова)
Голдфилд (енгл. Goldfield) град је у америчкој савезној држави Ајова. По попису становништва из 2010. у њему је живело 635 становника.

## Демографија
Према попису становништва из 2010. у граду је живело 635 становника, што је -45 (-6.6%) становника више него 2000. године.
| Група             | 2000.       | 2010.       |
| Белци             | 667 (98,1%) | 593 (93,4%) |
| Афроамериканци    | 0 (0,0%)    | 2 (0,3%)    |
| Азијати           | 0 (0,0%)    | 0 (0,0%)    |
| Хиспаноамериканци | 11 (1,6%)   | 19 (3,0%)   |
| Укупно            | 680         | 635         |